# エコノミー航空郵便
SAL便（さるびん、英語: Surface Air Lifted）とは、国際郵便の輸送便の一つである。日本郵便のサービス名としては別名、エコノミー航空便ともいう。万国郵便条約における表現はSAL。
SALは一般に、AIR（航空便）よりも遅く、船便よりは速いサービスである。料金も、AIRよりは安く、船便よりは高い。

## SALとAIRの違い
SALは、平面路(Surface)と航空輸送(Air)の両方を組み合わせて郵便物を輸送する(Lifted)、というのが定義である。
SALは、AIRと同様に、差出国から名宛国へは航空機で航空輸送されるが、AIRよりは輸送便が少ない。例えば、AIRは交換局から外国に毎日発送する国も多いが、SALは交換局から外国への発送は週に1 - 3回の国が殆どである。
名宛国内では平面路も併用される。ここでいう平面路とは、船舶輸送というよりも、主にトラック輸送のことである。すなわち、名宛国内ではトラック輸送と航空輸送を組み合わせるなどして、速さ重視よりも低コスト重視の手段で輸送される。
また、SALは交換局での処理（通関・仕分け・郵袋納入）の優先度がAIRよりも低いため、交換局で何日も滞留することが多い。
以上の理由から、SALはAIRよりも通例、数日は遅くなる。

## 日本から外国宛てにおけるSAL
日本では、1985年に外国宛てのSALの取り扱いを開始した。
日本郵便でSALとして差し出せるのは次の三種類である。
- 小形包装物
- 印刷物（特別郵袋印刷物を含む）
- 国際小包

郵便物の表面に「SAL」の表示が必要である。（差出人が宛名面の左上付近に大きく記載するのが望ましいが、窓口で1 - 2通を差し出すならば、局員に申し出ることでSALシールを貼ってもらうことも可能。）

## SALに対応している宛先国
世界の大半の主要国にSALで送ることができる。
ただし韓国と台湾宛てはSALに対応していない。
また、オーストラリアとドイツ宛てはSAL書留に対応していない。
SAL書留の廃止・・・オーストラリア、グリーンランド、デンマーク、ドイツ、ノルウェー、ハンガリー、フィンランド、ポーランド
もし対応していない国宛てに差し出すと、差出国内の交換局の判断で、返送となる。

## 送達日数
通例、AIR（航空便）は10日から2週間程度だが、SALは2週間から3週間程度である。